# Pierre Marie Bernard
Pour les articles homonymes, voir Bernard.
Pierre Marie Bernard est un homme politique français né le 24 décembre 1777 à Bourg-en-Bresse (Ain) et mort le 10 décembre 1839 à Bourg-en-Bresse.

## Biographie
Entré à l'école polytechnique en 1796, il devient ensuite officier de cavalerie, il quitte l'armée en 1809 pour raison de santé. Il est chevalier d'Empire en 1809. Maire de Bourg-en-Bresse, il est député de l'Ain de 1834 à 1839, siégeant au sein du tiers-parti.

## Sources
- « Pierre Marie Bernard », dans Adolphe Robert et Gaston Cougny, Dictionnaire des parlementaires français, Edgar Bourloton, 1889-1891 [détail de l’édition]